# Бейт-Тфіла Біньямін
Бейт-Тфіла Біньямін — юдейська синагога в Чернівцях. 

## Історія
Невелика синагога «Бейт-Тфіла Біньямін» була збудована 1923 року на пожертвування родини Біньяміна Шапіро. 1938 року на будинку було встановлено меморіальну дошку з написом, виконаним єврейськими літерами німецькою мовою (не їдишем). Це свідчить про те, наскільки чернівецькі євреї були асимільовані в німецькомовну культуру навіть у період румунського правління, яке чинило опір німецькому культурному впливу. В період з 1959 по 1994 рр. вона була єдиною діючою синагогою в місті. Особливу цінність становлять її внутрішні розписи, виконані невідомим чернівецьким художником. Розписи вкривають практично весь внутрішній простір приміщення. За своєю самобутністю та художнім рівнем ці розписи є визначним зразком релігійної єврейської творчості Східної Європи.